# Hughes TH-55 Osage
Hughes TH-55 Osage là một máy bay trực thăng huấn luyện hạng nhẹ dùng động cơ piston được sản xuất cho Lục quân Hoa Kỳ. Máy bay này được sản xuất với số hiệu Model 269 trong dòng máy bay trực thăng đa dụng hạng nhẹ, một vài máy bay được gán mác Model 300 trên thị trường. Model 300C được sản xuất và nâng cấp phát triển bởi công ty Schweizer sau năm 1983.

## Phát triển
Năm 1955, Bộ phận Máy bay của Hughes Tool Company thực hiện một cuộc khảo sát thị trường với kết quả là khám phá ra nhu cầu của thị trường về một loại máy bay trực thăng chi phí thấp, hai chỗ ngồi hạng nhẹ. Công ty bắt đầu thiết kế Model 269 vào tháng 9 năm 1955. Ban đầu máy bay được thiết kế với buồng lái hoàn toàn bằng kính hai chỗ ngồi. Máy bay có thiết kế khung mở và rotor ba cánh quạt tháo được. Mẫu thử nghiệm đầu tiên bay vào ngày 2 tháng 10 năm 1956, nhưng phải tới năm 1960 máy bay mới được phát triển đưa vào sản xuất. Thân đuôi khung giàn ban đầu sau đó được thiết kế dạng ống và buồng lái được tinh chỉnh trước khi đưa vào sản xuất hàng loạt. Với model này, Hughes đã thành công khi chiếm được một thị phần lớn trong thị trường trực thăng dân sự với nhiều công năng trong nhiều lĩnh vực như nông nghiệp, cảnh sát và các mục đích khác.

## Thiết kế
Hughes 269 được trang bị một rotor ba cánh quạt, có khớp nối thiết kế bởi Drago Jovanovich, và một rotor đuôi hai cánh quạt là đặc tính cơ bản của mọi dòng biến thể. Bay bay còn có càng đáp dạng ván trượt tuyết có khả năng hấp thụ chấn động. Hệ thống điều khiển bay được nối trực tiếp với đĩa trục cánh quạt của trực thăng và hệ thống thủy lực trong mẫu 269. Có hai hệ thống điều khiển chính, mặc dù có thể lựa chọn trên phiên bản nội địa 269A. Đối với phiên bản 3 chỗ ngồi, thanh điều khiển ở giữa được loại bỏ và thay vào là ghế cho hành khách thứ 3.

## Lịch sử hoạt động

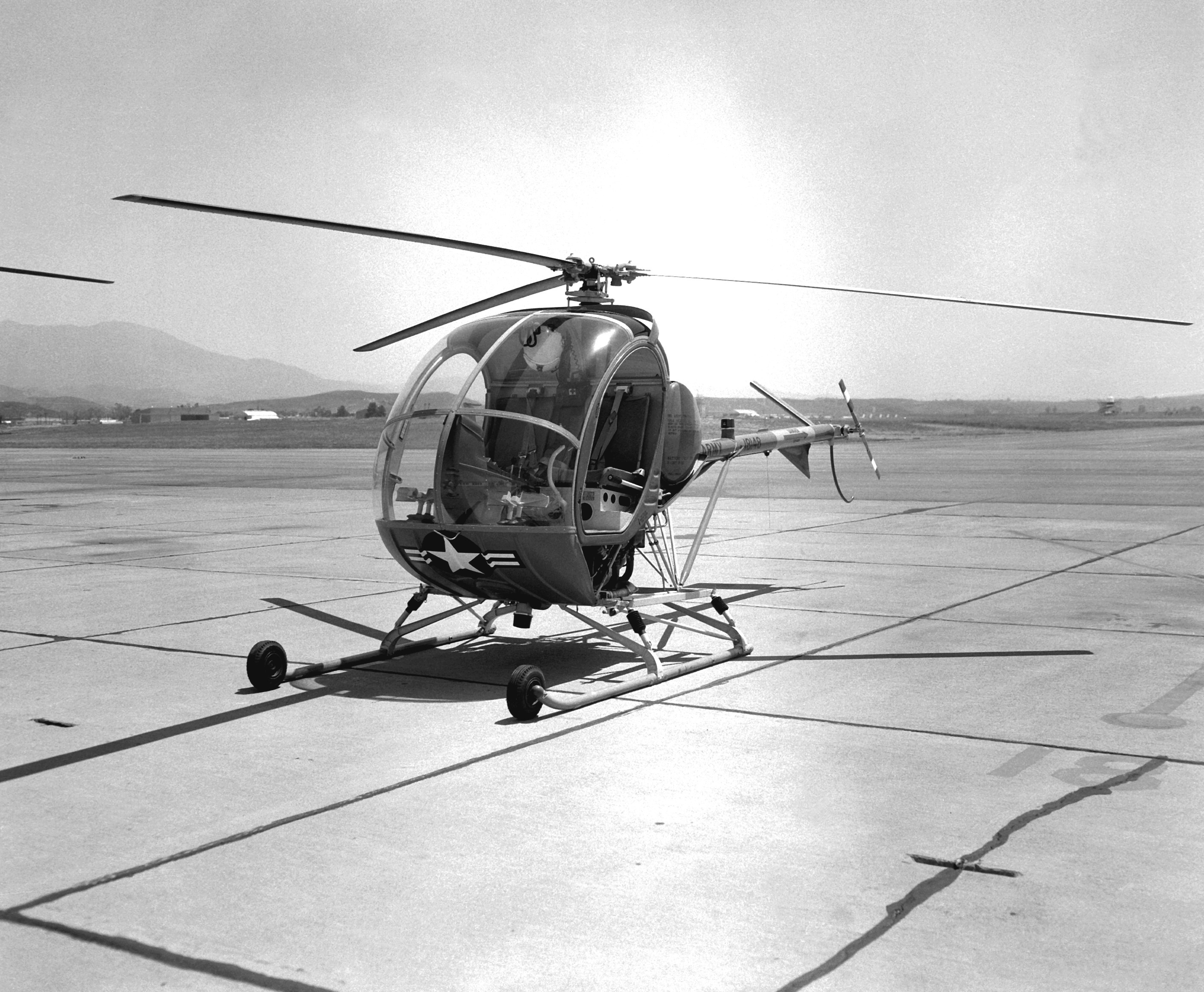
Trực thăng TH-55A Osage đậu flightline.

Năm 1958, trước khi đưa vào sản xuất hàng loạt, Hughes đã chuyển giao năm chiếc Model 269 thử nghiệm cho Lục quân Hoa Kỳ để đánh giá trong vai trò trực thăng quan sát hạng nhẹ thay thế cho các máy bay OH-13 Sioux và OH-23 Raven đã lỗi thời. Mang mã hiệu là YHO-2HU máy bay này sau đó đã bị loại khỏi cuộc thử nghiệm. Ngày 9 tháng 4 năm 1959, Model 269 nhận được chứng nhận từ FAA và công ty Hughes tiếp tục tập trung vào sản xuất cho khách hàng dân sự. Bằng việc thay đổi thiết kế một số chi tiết, phiên bản Model 269A được bàn giao cho các khách hàng từ năm 1961. Đến giữa năm 1963 khoảng 20 máy bay được xuất xưởng 1 tháng và đến mùa xuân năm 1964, đã có 314 chiếc được chế tạo.
Trong khi Lục quân Hoa Kỳ đã xác định Model 269 không thích hợp cho nhiệm vụ tham chiến, nhưng đến năm 1964 họ vẫn chọn Model 269A làm máy bay trực thăng huấn luyện thay thế cho TH-23 và đặt tên hiệu là TH-55A Osage. 792 máy bay TH-55 sẽ được bàn giao đến năm 1969, và đóng vai trò là trực thăng huấn luyện chủ lực của Lục quân Hoa Kỳ cho đến khi được thay thế vào năm 1988 bởi máy bay UH-1 Huey. Tại thời điểm đó, hơn 60,000 phi công Lục quân Hoa Kỳ đã được huấn luyện trên máy bay TH-55 và đánh dấu đây là trực thăng huấn luyện có thời gian phục vụ lâu nhất trong biên chế Lục quân. Ngoài khách hàng Lục quân Hoa Kỳ, Hughes còn cung cấp TH-55/269/300s cho các quân đội nước khác.
Năm 1964, Hughes giới thiệu Model 269B có ba ghế ngồi và trọng lượng nhẹ hơn với tên thị trường là Hughes 300. Trong cùng năm đó, Hughes 269 lập kỷ lục bay liên tục trong 101 giờ. Để làm được điều này, hai phi công thay phiên nhau điều khiển máy bay và giữ vị trí trên không cố định liên tục để tái nạp nhiên liệu. Và để đảm bảo không có gian lận xảy ra, các quả trứng gà được gắn vào phía dưới càng đáp để ghi nhận kết thúc quá trình bay.

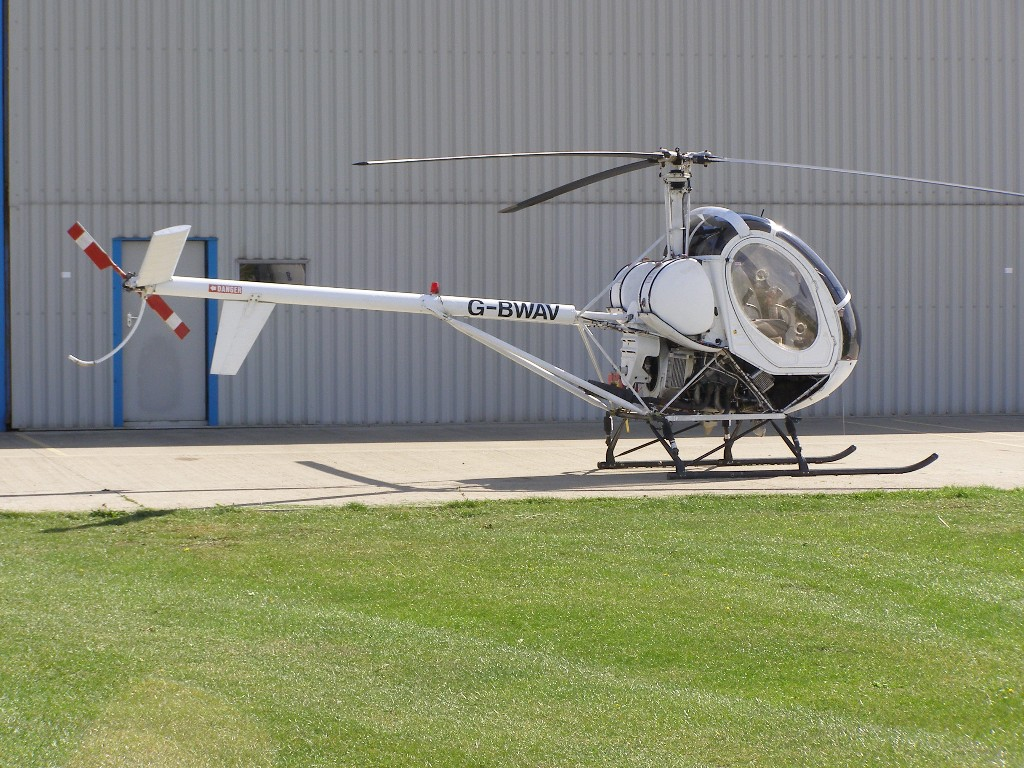
Schweizer 300C

The Hughes 300 được kế thừa bởi máy bay cải tiến Hughes 300C (thỉnh thoảng được gọi tên 269C) vào năm 1969, với chuyến bay đầu tiên thực hiện vào ngày 6 tháng 3 năm 1969 và nhận được chứng nhận của FAA vào tháng 5 năm 1970. Model mới này sử dụng động cơ  có công suất mạnh hơn 190 hp (140 kW) Lycoming HIO-360-D1A và rotor có đường kính lớn hơn, cho phép tăng tải trọng lên đến 45%, do đó tăng được khả năng chuyên chở. Đây chính là model mà công ty Schweizer bắt đầu sản xuất với giấy phép của Hughes vào năm 1983. Năm 1986, Schweizer có được toàn quyền đối với trực thăng này từ McDonnell Douglas, khi ông này mua lại công ty Hughes Helicopters vào năm 1984, và đổi tên thành McDonnell Douglas Helicopter Systems. Một vài năm sau đó, Schweizer có được chứng nhận của FAA cho máy bay của hãng dưới tên Schweizer-Hughes 300. Trong khi Schweizer đã thực hiện 250 cải tiến nhỏ, thiết kế ban đầu của máy bay vẫn không đổi.
Số lượng máy bay được sản xuất bởi hai công ty Hughes và Schweizer, bao gồm cả máy bay dân sự và huấn luyện quân sự, đã lên đến gần 3,000 chiếc của Model 269/300 và bay trong suốt 50 năm. Và tiếp nối thành công đó, Schweizer tiếp tục phát triển model 300 bằng việc thêm một turbine và thiết kế lại thân máy bay cho ra model 330m, và cải tiến các thành phần động học để tận dụng ưu thế của động cơ turbine; cho ra đời Model 333.

## Biến thể

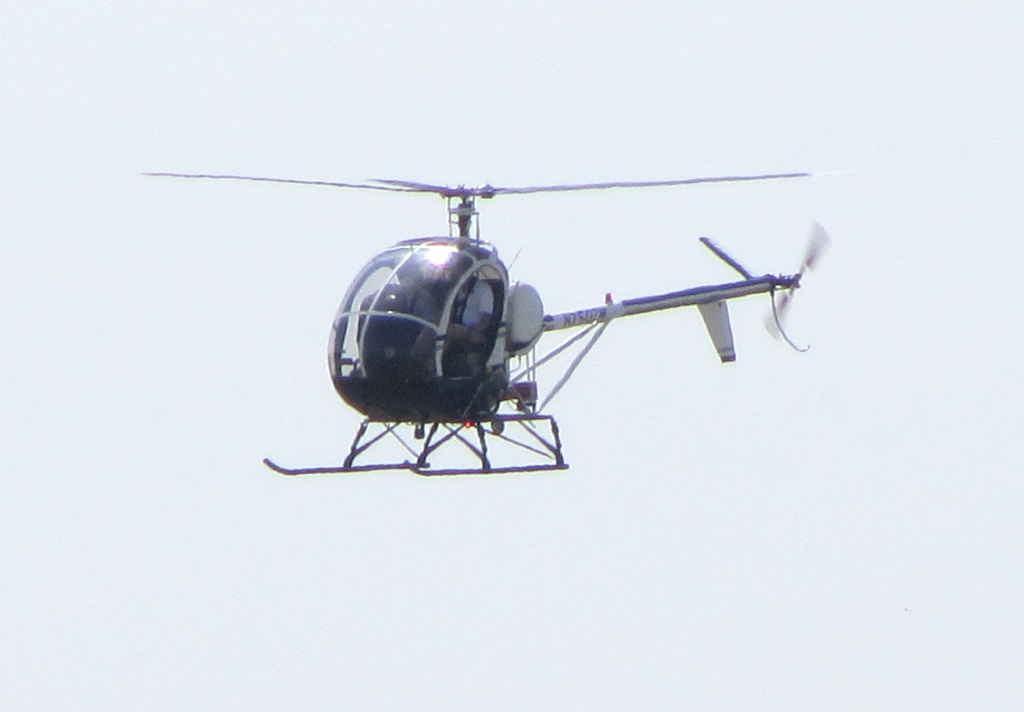
1989 Model 269C

Hughes 269Hai mẫu máy bay sử dụng động cơ 180 hp Lycoming O-360-A và có một thân đuôi dạng khung, cất cánh lần đầu ngày 2 tháng 10 năm 1956.
269AThay thế thân đuôi dạng khung bằng thân đuôi dạng hình trụ thon dài, bằng nhôm, phiên bản 269A có thể được gắn động cơ tùy chọn 180 hp Lycoming; mức nén thấp O-369-C2D, mức nén cao HO-360-B1B, hay động cơ phun nhiên liệu HIO-360-B1A. Khách hàng cũng có thể chọn hệ thống điều khiển đôi, và một bình xăng phụ 19 gal (72 lít).
YHO-2Năm máy bay 269A được Lục quân Hoa Kỳ đánh giá cho chương trình trực thăng quan sát vào năm 1957-58, có tên hiệu ban đầu là XH-42'. Lục quân đã không đặt hàng YHO-2 do thiếu chi phí.
TH-55A792 máy bay model 269A được Lục quân Hoa Kỳ mua trong khảng thời gian 1964 và 1967. Được lựa chọn là trực thăng huấn luyện tiêu chuẩn và đặt tên Osage là một bộ lạch Bản địa Hoa Kỳ; các học viên phi công đặt cho máy bay biệt danh "Mattel Messerchmidt". Máy bay được gắn radio và thiết bị quân sự. Mẫu TH-55A thử nghiệm được gắn động cơ Allison 250-C18 turboshaft, và một máy bay khác được gắn động cơ 185 hp Wankel RC 2-60 rotary.
TH-55J38 Phiên bản sản xuất theo giấy phép của 269A, bởi Kawasaki cho Lực lượng Phòng vệ Mặt đất Nhật Bản
269A-1 "Model 200 Utility"269A-1 là một model hạng sang của 269A với nội thất, màu sơn, cyclic trim tùy chọn và có tên thị trường là Hughes Model 200. The Model 200 also offered an optional 30 gal (114 liter) main fuel tank instead of the standard 25 gal (95 liter) tank, however, it did not come with the O-369-C2D engine option.
Model 200 DeluxeTương tự Model 200.
269B "Model 300"Có khoang lái ba ghế ngồi, 269B sử dụng động cơ 190 hp Lycoming HIO-360-A1A và có tên thị trường là Hughes Model 300. Phao nổi có thể được lựa chọn gắn trên 300, đặc tính đầu tiên kiểu này của các phiên bản bắt nguồn từ Model 269.
280Uphiên bản đa nhiệm, một ghế ngồi của 269B with an electric clutch and trim system. The 280U could be fitted with spraying equipment for agricultural applications.
300AG269B designed specifically for agricultural spraying with a 30 gal (114 liter) chemical tank on each side of the fuselage, and a 35 feet (10.67 m) spray boom.
300B269B with a Quiet Tail Rotor installed to reduce exterior noise levels to that of a light airplane. The QTR was installed on all production models starting in June 1967 and offered as a kit for previously built aircraft.
269C "Model 300C"The 300C was powered by a 190 hp (141 kW) Lycoming HIO-360-D1A and had a larger diameter main rotor  - 26 ft 10 in (8,18 m) compared to 25 ft 4 in (7,72 m). The larger rotor and engine giving it a 45% performance increase over previous 269-models. Hughes and Schweizer both marketed the 269C as the Model 300C.
NH-300CPhiên bản 269C sản xuất theo giấy phép bởi công ty Italia BredaNardi.
300C Sky KnightPhiên bản tuần tra cảnh sát của Model 300C.
TH-300CPhiên bản huấn luyện quân sự.

## Các bên sử dụng
Algérie
- Không lực Algeri[8]

 Brasil
- Hải quân Brazil[9]

 Colombia
- Không lực Colombia[10][11]

 Costa Rica
- Ministry of Public Security[11]

 Haiti
- Haiti Air Force[12]

 Honduras
- Không lực Honduras[13][14]

 Ấn Độ
- Indian Navy[15][16]

 Nhật Bản

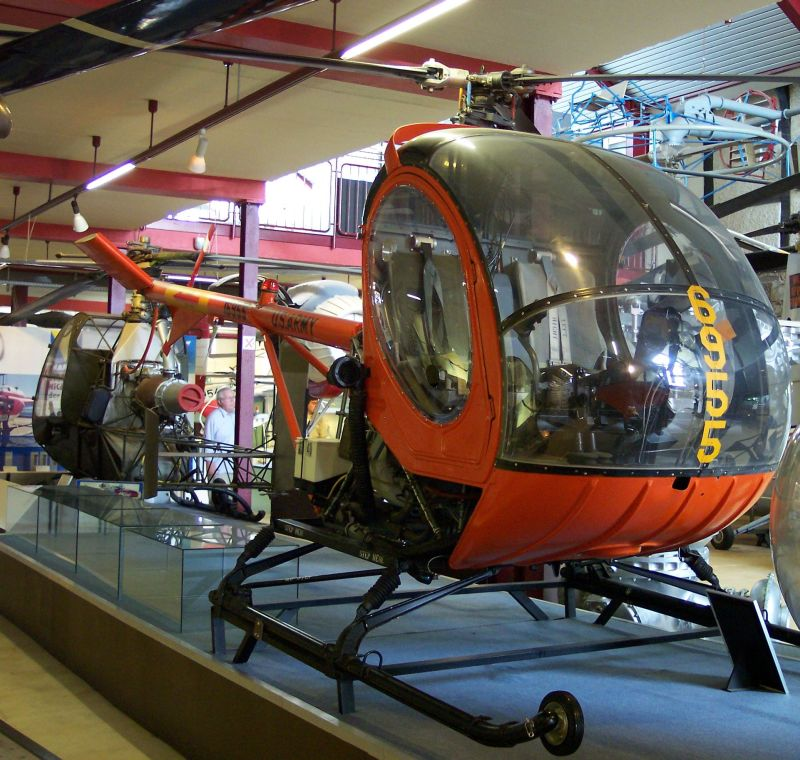
A TH-55 Osage on display st the Hubschraubermuseum Bückeburg museum, Đức

- Japanese Ground Self-Defense Force[17]

 Sierra Leone
- Sierra Leone Air Arm[18]

 Tây Ban Nha
- Spanish Air Force[19]

 Thụy Điển
- Swedish Army[20]

 Taiwan
- Republic of China Army[21][22]

 Thái Lan
- Royal Thai Army [23]

 Thổ Nhĩ Kỳ
- Turkish Army[24]

 Hoa Kỳ
- United States Army [25]

## Specifications (Hughes 269A)
Dữ liệu lấy từ Evergreen Aviation and Space Museum
Đặc điểm tổng quát
- Kíp lái: two
- Chiều dài: 28 ft 11 in (8.8 m)
- Đường kính rô-to: 25 ft (7.6 m)
- Chiều cao: 7 ft 11 in (2.4 m)
- Diện tích đĩa quay: 490.9 ft² (45.6 m²)
- Trọng lượng rỗng: 896 lb (406 kg)
- Trọng lượng có tải: 1550 lb (703 kg)
- Động cơ: 1 × Lycoming HIO-360-B1A, 180 hp (134 kW)

 Hiệu suất bay 
- Vận tốc cực đại: 78 kts (90 mph)
- Vận tốc hành trình: 65 kts (75 mph)
- Tầm bay: 203 nm (233 miles)
- Trần bay: 14,630 ft (4,460 m)